# Enter the Wu-Tang (36 Chambers)
Enter the Wu-Tang (36 Chambers) – debiutancki album amerykańskiej grupy hip-hopowej Wu-Tang Clan wydany 9 listopada 1993 roku nakładem wytwórni Loud Records i dystrybuowany przez MCA Records. Sesja nagraniowa miała miejsce w latach od 1992 do 1993 w Firehouse Studio w Nowym Jorku, a mastering odbył się w studiu The Hit Factory. Tytuł płyty pochodzi z filmu akcji 36 komnata Shaolin (1978). Lider grupy, RZA znany również jako Prince Rakeem wyprodukował album w całości opierając się na „ciężkich” beatach, soulowych samplach oraz dźwiękach i dialogach z filmów akcji.
Charakterystyczne brzmienie na Enter the Wu-Tang (36 Chambers) stworzyło w latach 90. podstawy podgatunku o nazwie hardcore rap i pozwoliło Nowemu Jorkowi przywrócić status „stolicy hip-hopu”. Muzyka na albumie stała się ogromnie istotna w produkcji współczesnego hip-hopu i służyła jako szablon dla wielu późniejszych grup i producentów. Debiut grupy uważany jest jako punkt zwrotny w erze hip-hopu zwany jako East Coast renesans. Jego wpływ wyznaczył drogę dla wielu artystów takich jak Nas, The Notorious B.I.G., Mobb Deep czy Jay-Z.
Pomimo surowego i podziemnego brzmienia, album odniósł niespodziewany sukces plasując się na 41. miejscu notowania Billboard 200. W 1995 roku według Recording Industry Association of America płyta zdobyła status platynowej sprzedając się w milionie egzemplarzy w samych Stanach Zjednoczonych. Płyta zyskała pozytywne opinie od krytyków muzycznych i dzisiaj uważana jest jako jedna z najbardziej wpływowych płyt lat 90., oraz za jedną z najlepszych płyt hip-hopowych wszech czasów. W 2003 roku album zajął 386. miejsce na liście 500 albumów wszech magazynu Rolling Stone.
Nawiązuje do wydanego w 1978 roku filmu akcji zatytułowanego 36 komnata Shaolin, który członkowie grupy lubili oglądać, przez co sami siebie określali jako „lirycznych mistrzów 36 komnat”.

## Lista utworów
| #  | Tytuł                                  | Producent              | Sample / interpolacje | Czas |
| -- | -------------------------------------- | ---------------------- | --- | ---- |
| 1  | „Bring Da Ruckus”                      | RZA                    | - The Dramatics – „In the Rain” - Melvin Bliss – „Synthetic Substitution” - Ralph Vargas / Carlos Bess – „CB#2" - Dialogi z filmu Shaolin and Wu Tang - Dialogi z filmu Ten Tigers from Kwangtung | 4:10 |
| 2  | „Shame On A Nigga”                     | RZA                    | - Thelonious Monk – „Black and Tan Fantasy” - Syl Johnson – „Different Strokes” - LL Cool J – „Mama Said Knock You Out” - Odgłosy walki z filmu Shaolin and Wu Tang | 2:57 |
| 3  | „Clan In Da Front”                     | RZA                    | - Thelonious Monk – „Ba-Lue Bolivar Ba-Lues-Are” - The Jackson 5 – „The Love You Save” - The New Birth – „Honeybee” - Melvin Bliss – „Synthetic Substitution” - Andrea McArdle – „Tomorrow” - The Genius – „Pass the Bone” - Dialogi z filmu Shaolin and Wu Tang | 4:33 |
| 4  | „Wu-Tang: 7th Chamber”                 | RZA                    | - The Charmels – „As Long as I’ve Got You” - Dr. Lonnie Smith – „Spinning Wheel” - Thelonious Monk – „Ba-Lue Bolivar Ba-Lues-Are” - Otis Redding – „Down in the Valley” - Robin Williams – „Adrian Cronauer 1" - Dialogi oraz odgłosy walki w tle z filmu Shaolin and Wu Tang - Dialogi z filmu Holy Robe of the Shaolin | 6:05 |
| 5  | „Can It Be All So Simple”              | RZA                    | - Gladys Knight & the Pips – „The Way We Were / Try to Remember” - Labi Siffre – „I Got The...” | 6:53 |
| 6  | „Da Mystery of Chessboxin'”            | RZA Ol’ Dirty Bastard* | - Otis Redding / Carla Thomas – „Tramp” - Dialogi z filmu Shaolin and Wu Tang - Dialogi z filmu Five Deadly Venoms | 4:47 |
| 7  | „Wu-Tang Clan Ain't Nuthing Ta F' Wit” | RZA Method Man*        | - W. Watts Biggers – „Theme From Underdog” - Joe Tex – „Papa Was Too” - Biz Markie – „Nobody Beats the Biz” - The Dramatics – „In the Rain” - Andrea McArdle – „Tomorrow” - Dialogi z filmu Mściciele z klasztoru Shaolin | 3:36 |
| 8  | „C.R.E.A.M.”                           | RZA                    | - The Charmels – „As Long as I’ve Got You” - Jimmy Spicer – „Money (Dollar Bill Y’all)” | 4:12 |
| 9  | "Method Man”                           | RZA                    | - Interpolacja piosenki folkowej „Pat-a-cake, Pat-a-cake, Baker’s Man” - Interpolacja słów z kreskówki o kanarku Tweety - Dick Van Dyke – „Chim Chim Cheree” - Bootsy Collins – „Disciples of Funk” - Interpolacja spotu reklamowego „Tootsie Pops” - Lightnin’ Rod – „Sport” - Ed Fournier / Ricky Sheldon – „Fat Albert Theme” - Gordon Lightfoot – „Sundown” - Captain Sky – „Super Sporm” - Hall & Oates – „Method of Modern Love” | 5:51 |
| 10 | „Protect Ya Neck”                      | RZA                    | - Interpolacja piosenki folkowej „She’ll Be Coming 'Round the Mountain” - The J.B.'s – „The Grunt” - Irene Cara – „Fame” - The Intruders – „Cowboys to Girls” - Strafe – „Set It Off” - The Genius – „Words From a Genius (Remix)” - LL Cool J – „Rock the Bells” - Efekty dźwiękowe z filmu Mściciele z klasztoru Shaolin | 4:52 |
| 11 | „Tearz”                                | RZA                    | - Wendy Rene – „After Laughter (Comes Tears)” - Wilson Pickett – „Get Me Back on Time, Engine #9" - Barbra Streisand – „The Way We Were” | 4:17 |
| 12 | „Wu-Tang: 7th Chamber – Part II”       | RZA                    | - Wu-Tang Clan – „Clan In Da Front” | 5:08 |
| 13 | „Method Man” (Skun Mix)                | RZA                    | - Interpolacja piosenki folkowej „Going to Kentucky” - Melvin Bliss – „Synthetic Substitution” - Jack Sheldon – „I’m Just a Bill” - Johnnie Taylor – „Disco Lady” | 3:12 |
| 14 | „Conclusion”                           | RZA                    | - Wu-Tang Clan – „Protect Ya Neck” - Dialogi z filmu Shaolin and Wu Tang | 1:00 |

## Twórcy
| - Robert Diggs – miks, producent, wokal, słowa - Method Man – wokal, producent, słowa - Ol’ Dirty Bastard – wokal, producent, słowa - GZA/Genius – wokal, słowa - Raekwon – wokal, słowa | - Ghostface Killah – wokal, słowa - Inspectah Deck – wokal, słowa - U-God – wokal, słowa - Masta Killa – wokal, słowa - 4th Disciple – skrecze |

## Personel
| - Carlos Bess – inżynieria dźwięku w utworze „Da Mystery of Chessboxin'” - Richard Bravo – scenografia dla Cartel - Dennis Coles – producent wykonawczy - Mitchell Diggs – producent wykonawczy, nadzór produkcji, zarząd Wu-Tang Clanu - Robert Diggs – producent wykonawczy - Chris Gehringer – mastering w studiu The Hit Factory - John Gibbons – nadzór produkcji, zarząd Wu-Tang Clanu - Oli Grant – producent wykonawczy, nadzór produkcji - John Hamiltion – zarząd Wu-Tang Clanu - Vince Hamlin – zarząd Wu-Tang Clanu | - Johnathan Lugo – zarząd Wu-Tang Clanu - Daniel Hastings – fotografia dla Cartel - Mike McDonald – nadzór produkcji, zarząd Wu-Tang Clanu - Jacqueline Murphy – dyrektor artystyczny - Theodore Michael – nadzór produkcji - Ethan Ryman – inżynieria dźwięku (utwory 1-5 i 7-13) - Tracy Waples – producent wykonawczy w utworze „Method Man (Remix) Skunk Mix” - Amy Wenzler – dizajn - Trevor Williams – dyrekcja A&R dla Loud Records |